# Арабські числа
Арабські числа — десять цифр: 0, 1, 2, 3, 4, 5, 6, 7, 8 та 9. Термін також часто застосовують до десяткового числа, що записується із використанням цих цифр, що на сьогодні є найбільш загальною системою для символічного представлення чисел в світі. Ці числа також називаються індо-арабськими числами.
Хоча індо-арабська система числення (тобто десяткова) була винайдена індійськими математиками близько 500 р. н. е., вона набула свого розвитку у відомі нам сьогодні арабські числа дещо пізніше, і відбулося це на території північної Африки. А саме у північноафриканському місті Беджая, де італійський вчений Фібоначчі вперше зустрів ці числа; його робота була визначальною, саме після неї ці числа стали відомі в Європі. Європейська торгівля, книжки і колоніалізм сприяли популяризації і прийняттю арабських чисел у вжиток по всьому світу. Ці числа знайшли своє застосування не тільки в країнах, що використовують латинську абетку, але стали частиною систем письма в тих регіонах, де раніше застосовувалися інші варіанти Індо-арабських цифр, наприклад в Китаї та Японії.
Термін Арабські числа початково міг використовуватися для чисел, що використовувалися в Арабському письмі, до таких як східноарабські числа.

## Історія

### Походження

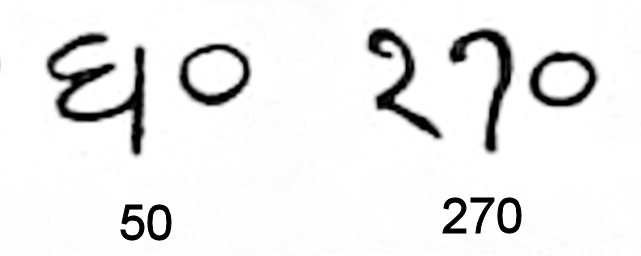
Цифра «нуль» фігурує в двох числах (50 і 270) на написі знайденому в місті Гваліор, Індія. Датується IX століттям.

Десяткова індо-арабська система числення із присутнім в ній числом нуль з'явилася в Індії близько 700 р. н. е. Розвиток був поступовим, і охоплює декілька століть, але вирішальний внесок ймовірно здійснив Брамагупта, коли сформулював поняття нуль як числа в 628. До часів Брамагупти, нуль використовували у різних формах, але він розглядався як 'порожня цятка' (sunya sthana) при записуванні позиційного числа. Він використовувався лише математиками (ganakas—люди що виконують розрахунки) в той час як для загальних потреб використовувалися традиційні Брахмі-цифри. Після 700 р., десяткові числа, серед яких був і нуль, замінили Брахмі-цифри. Система обмежила кількість окремих цифр у використанні до десяти, що було революційним кроком.

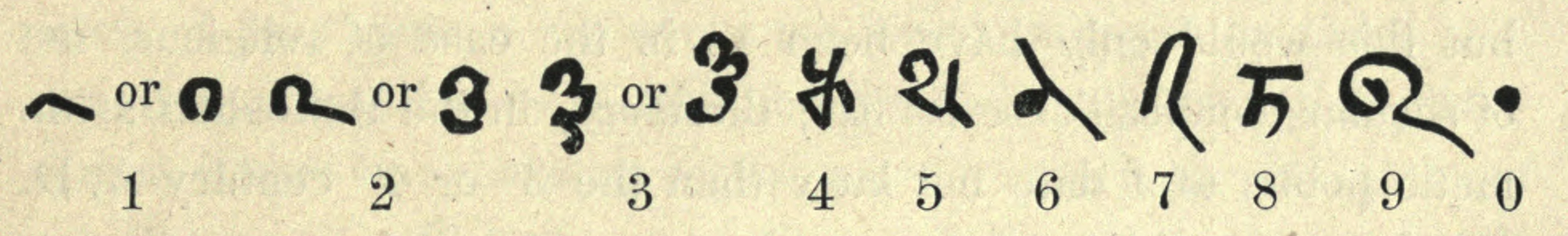
Числа що зустрічаються у Бахшалійський рукопис, що датується близько між 3-ім і 7-ми століттям н. е..

Ця система числення стала відомою Аббасидському халіфату, де такі відомі математики як перський математик Аль-Хорезмі, що написав книгу Про розрахунки за допомогою Індійських чисел (араб. الجمع والتفريق بحساب الهندي) у 825 році, а за ним арабський математик Аль-Кінді, що написав чотири томи, Про застосування Індійських чисел (Ketab fi Isti'mal al-'Adad al-Hindi) у 830, зробили її відомою в арабському світі. Їх робота була вирішальною і саме через них індійська система чисел була запозичена і поширена на Близькому Сході і на Заході.
В 10-му столітті, математики Середнього Сходу розширили десяткову систему числення і додали до неї дроби, як записано в трактаті сирійського математика Абуль-Хассан аль Евклідісі в 952—953. Дотацію із десятковим розділювачем запропонував математик Сінд ібн Алі, який написав найдавніший трактат про арабські числа.

### Походження символів написання арабських цифр
За відомостями Аль-Біруні, в Індії існувало декілька форм написання чисел, і «Араби вибрали серед них ті, що задавалися найбільш придатними». Аль-Насаві на початку одинадцятого століття писав, що математики не мали згоди щодо форми цифр, але більшість з них погодилася щодо навчання із використанням форм цифр, що зараз називаються східноарабськими числами. Найдавніші зразки написання цих цифр віком 873—874 рр. були знайдені в Єгипті, і з них можна побачити три форми написання цифри «2» і дві форми написання цифри «3», і ці різновидності в написані показують розбіжності, які були між тим що згодом стало відомо як Східні Арабські числа та (Західні) Арабські числа.
Розрахунки в ті часи виконувалися за допомогою піщаної (пилової) дошки (арабською тахт, латинською: табула), на якій символи писалися паличкою, а потім стиралися, що також було частиною розрахунку. Абуль-Хассан аль Евклідісі згодом винайшов систему розрахунків із чорнилом на папері «без дошки і стирання» (bi-ghayr takht wa-lā maḥw bal bi-dawāt wa-qirṭās). Використання піщаних дощечок також стало причиною розбіжностей у термінології: хоча індійський спосіб розрахунку називали хісаб аль-хінді на сході, то на заході його називали хісаб аль-губар (дослівно, «розрахунки із пилом/піском»). Числа самі по собі на заході називалися ashkāl al‐ghubār (фігури на піску, у Ібн аль-Ясамін) або qalam al-ghubår (пильові літери).
Варіанти Західно-Арабських символів почали використовувати на територіях Магриб та Al-Andalus, які є прямим нащадком сучасних «Арабських чисел», що зараз використовуються по всьому світу.
Розбіжності в назвах і термінологіях змусила деяких науковців припустити, що Західні Арабські числа мають окреме власне походження — так звані «ghubār числа», але наявні докази вказують на те, що ніякого окремого походження цих цифр не існувало.
Існує також припущення, що Західно-Арабські числа вже використовувалися в Іспанії до їх приходу до Маврів, ймовірно вони ці знання отримали через Александрію, але ця теорія не є загальноприйнятою серед науковців.
Існує популярний міф, що стверджує, що початкові форми цих символів за задумом мали кількість кутів, що відповідала числовому значенню цифри, але доказу цього твердження не знайдено.

### Прийняття в Європі

Розвиток Індійських цифр в Арабські цифри і їх прийняття в Європі

Причиною того, що в Європі і на Американських континентах ці цифри загально відомі як «Арабські числа» є те, що вони були представлені Європі в 10-му столітті носіями арабської мови з Північної Африки, які тоді використовували ці числа в Лівії і Марокко. В інших арабських регіонах також використовували східноарабські числа (٠١٢٣٤٥٦٧٨٩).